# Melegena pubipennis
Melegena pubipennis är en skalbaggsart som beskrevs av Francis Polkinghorne Pascoe 1869. Melegena pubipennis ingår i släktet Melegena och familjen långhorningar. Inga underarter finns listade i Catalogue of Life.